# The Challengers
The Challengers was een Amerikaanse surfrock-band, die werd opgericht in 1962 in Los Angeles. De band ontstond uit The Belairs. Ze vertegenwoordigden een groeiende liefde voor surfmuziek en hielpen het genre populair te maken. Hun debuutalbum Surfbeat was het bestverkochte surfalbum aller tijden en hielp om surfmuziek uit Californië naar de rest van de wereld te brengen.

## Bezetting
- Jim Roberts (piano)
- Don Smoker alias Don Landis (e-gitaar)
- Glenn Grey (e-gitaar)
- Randy Nauert (e-bas)
- Richard Delvy alias Richard Delvecchio (drums)
- Nick Hefner (saxofoon)

## Carrière
De band is ontstaan uit de pionierende surfband The Bel-Airs. De leden van The Bel-Airs zaten toen nog op de middelbare school, maar scoorden een hit met het instrumentale nummer Mr. Moto. Hun potentieel werd door velen aangehaald, maar het was een argument over het gebruik van de toen nieuwe Fender galm-eenheid (een effect waarbij het geluid dat door een versterker of een versterkt muziekinstrument wordt geproduceerd, lichtjes wordt weerkaatst), die leidde tot hun uiteenvallen. De Bel-Airs werden oorspronkelijk geformeerd door de twee gitaristen Eddie Bertrand en Paul Johnson, beiden 16 jaar oud toen ze Mr. Moto opnamen. Begin 1963 hoorde Eddie Bertrand Dick Dale de Fender galm-eenheid gebruiken en wilde hij zware galm in de nummers van The Bel-Airs opnemen. Hij voelde dat galm het geluid was dat surfmuziek zou gaan definiëren. Zelfs toen hij 17 was, was Johnson een beetje een onafhankelijke denker en vertelde hij Bertrand dat The Bel-Airs het vrij goed hadden gedaan zonder galm en dat hij helemaal geen reden zag om het te gaan gebruiken. De ruzie escaleerde totdat Bertrand uiteindelijk de band verliet, die kort daarna voorgoed uit elkaar ging. Johnson bevestigde dit verhaal in de albumnotities die hij bijdroeg aan het in 1986 uitgebrachte reüniealbum van The Bel-Airs.
Tijdens hun topjaren, van eind 1960 tot de zomer van 1963, hadden The Bel-Airs twee drummers die afwisselend optredens met de band speelden, de oorspronkelijke Mouseketeer Dick Dodd (Eddie & the Showmen en The Standells) en de plaatselijke schoolvriend Richard Delvy. Delvy zag waarde in het publiceren, promoten en opnemen en begon een carrière in het beheren en produceren van surfmuziek. Hij nam vervolgens uiteindelijk tal van bands in Zuid-Californië op in de tweede helft van de jaren 1960. Sinds de jaren 1960 heeft Delvy veel verschillende muzikale artiesten voortgebracht en heeft hij van muziekmanagement zijn levenslange passie gemaakt.
Het jaar voor het uiteenvallen van The Bel-Airs verliet Richard Delvy The Bel-Airs om de nieuwe band The Challengers te formeren. Hij haalde bassist Randy Nauert en toetsenist Jim Roberts binnen, die bij The Bel-Airs had gespeeld. Delvy bracht later gitarist Art Fisher binnen die met The Bel-Airs had gespeeld tijdens de opnamen van het derde album On The Move van The Challengers. Delvy rekruteerde ook Glenn Gray (lead gitaar), Don Landis (slaggitaar) en Nick Hefner (saxofoon). Ze speelden op veel middelbare scholen en veel lokale dancings en clubs. Ze verdienden uiteindelijk genoeg geld om de opnamestudio World Pacific te huren om te beginnen met opnemen. In ongeveer drie en een half uur hadden ze het album Surfbeat opgenomen. Saxofonist Nick Hefner speelde op slechts één nummer.
Surfbeat werd in januari 1963 uitgebracht bij Vault Records en plaatste zich al snel in de hitlijsten. Slechts enkele maanden eerder brachten The Beach Boys de vocale single Surfin' Safari uit. Enkele maanden voor het uitbrengen van Surfbeat werd het eerste album Surfers' Choice van surfmuziekicoon Dick Dale uitgebracht. Surfbeat bevatte nummers die vroege invloeden op surfrock waren, inclusief nummers die voor het eerst waren opgenomen door The Fireballs en Duane Eddy. In de beginjaren droeg Rick Griffin cartoons van de band bij die op hun albums verschenen en een op fans gericht Challengers Band Cartoon Book. Later in de jaren 1960 werd hij bekend om zijn werk met het maken van psychedelische posterkunst.
De oorspronkelijke band bracht het tweede album Lloyd Thaxton Goes Surfing With The Challengers uit met het voordeel geassocieerd te worden met de populaire tienertelevisieshow-presentator Lloyd Thaxton.

### Jaren van succes
The Challengers gingen verder en bleven albums opnemen. Tijdens de opnamen van hun derde album On The Move verlieten Hefner, Grey, Roberts en Landis allemaal de band. Richard Delvy en Randy Nauert bleven. Art Fisher en Ed Fournier vulden de twee gitaarplekken op en Phil Pruden kwam binnen op saxofoon. Delvy, Fisher en Fournier hebben ook bijgedragen aan composities voor de band.
In 1964 brachten ze hun hitalbum K-39 uit. Het titelnummer werd een grote hit en is een van hun bekendste nummers. Na het succes van het eerste album werden verdere singles als Torquay/Bulldog en Moon Dawg/Tidal Wave gepubliceerd. In januari 1963 namen ze met The Mar-Kets, The Lively Ones en The Avantis deel aan de Battle of the Bands in Los Angeles. Het radiostation KFWB publiceerde samen met Del-Fi Records het album Battle of the Surfing Bands, dat de titel Ramrod van The Challengers bevatte. Concerten en optredens op de televisie, zoals in de show Celebrity Party, samen met Dick Dale & the Del-Tones, versnelden de populariteit van The Challengers.
Ze hadden ook hun eigen tv-show Surf's Up!, gepresenteerd door Stan Richards in 1965-1966 en verschenen vaak in de dansshow Hollywood A Go-Go, georganiseerd door Sam Riddle in 1965-1966. Saxofonist Phil Pruden verliet de band met het uitbrengen van California Kicks in 1966, waardoor The Challengers een vierkoppige gitaarband werd voor de rest van hun bestaan. Gedurende deze tijd explodeerde de populariteit van de band en de surfmuziek in het buitenland in Japan en andere landen. Dit leidde tot de formatie van nog vier bands met leden van The Challengers: The Surfriders, The Good Guys, The Clee-Shays en The De-Fenders produceerden allemaal albums voor deze buitenlandse markten. Daarnaast produceerden The Challengers enkele nummers voor het auto- en hot rod-muziekcircuit, die in de Verenigde Staten aan populariteit won op de hielen van de surfrage. Delvy zag een muziektrend aankomen en legde die precies op het juiste moment vast. Hoewel het in de eerste plaats een instrumentale band was, voegde de band zang toe aan de volgende albums omdat alle bandleden ook konden zingen:
- At The Teenage Fair
- The Man From U.N.C.L.E.
- Challengers A Go Go
- Light My Fire With Classical Gas

In het midden van de late jaren 1960, toen de muziek veranderde, veranderden ook The Challengers. Ze begonnen meer popgeoriënteerde muziek op te nemen, zoals een instrumentale versie van Kicks van Paul Revere & The Raiders, Light My Fire van The Doors, The Man from U.N.C.L.E van het tv-programma en vele anderen. In 1967 waren ze de weg ingeslagen van de meeste andere surfbands en stopten ze met liveoptredens, maar ze gingen nog steeds door met het opnemen en uitbrengen van albums. Hun album Billy Strange & The Challengers kreeg de medewerking van een gitarist van GNP Crescendo Records om met The Challengers samen te werken.
Een in 1973 uitgebrachte Greatest Hits-publicatie van de band kreeg de toepasselijke titel Where Were You In The Summer Of '62?.

### Latere jaren en reünie
The Challengers waren te horen/zien in enkele reünieconcerten van surfbands uit de jaren 1980. Richard Delvy hield altijd contact met zijn bandleden. Zijn surfbandgeschiedenis was uitgebreid en hij onderhield zijn vriendschappen met zijn voormalige Bel-Airs-gitarist Paul Johnson (PJ & the Galaxies) en Eddie Bertrand (Eddie & the Showmen). In 1992 tekende een lokaal surfbedrijf van Brad Jennings (The Early Sixties Company) een contract met Delvy om de lp-covers van The Challengers en Rick Griffin-artwork te reproduceren voor T-shirts en surf-gerelateerde producten. Die succesvolle relatie duurde meer dan 20 jaar.
In 1994, na 24 jaar zonder nieuwe opnamen, herenigden The Challengers zich met enkele nieuwe leden om het album New Wave uit te brengen, geproduceerd door bandleider en oprichter Richard Delvy. Paul Johnson voegde zich bij de band om gitaar te spelen en te componeren. Art Fisher speelde gitaar op Mr. Moto, Ed Fournier droeg een zelf geschreven nieuw nummer bij en Richard Delvy speelt drums op de nieuwe nummers. Het werd uitgebracht op compact disc bij het onafhankelijke label Atmospheres.

### Overlijden
Richard Delvy overleed op 6 februari 2010 en bassist Randy Nauert op 7 februari 2019.

## Discografie

### Singles
- 1962: Torquay/Bulldog
- 1962: Moon Dawg/Tidal Wave
- 1963: Footapper/On The Move
- 1964: Hot Rod Hootenanny/Maybellene
- 1964: Hot Rod Show/K-39
- 1965: Channel 9/Can’t Seem To Get Over You
- 1965: Mr Moto '65/Chieflado
- 1966: Pipline/Come Right Back To Me

### Albums
- 1962: Surf Beat
- 1963: Lloyd Thaxton Goes Surfing With The Challengers
- 1963: On The Move – Surfing Around The World
- 1964: K-39
- 1965: Go Sidewalk Surfing!
- 1965: The Man From U.N.C.L.E.
- 1965: At The Teenage Fair
- 1966: California Kicks
- 1994: New Wave
- 1995: Tidal Wave! (Rarities)

### Compilaties
- 1982: Bustin' Surfboards
- 1994: Killer Surf
- 1995: KFWB's Battle Of The Surfing Bands
- 1995: Tidal Wave!
- 1996: Cowabunga! Surf-Box
- 1996: Let's Go Trippin'
- 1996: Surf Crazy
- 1997: The World Of Surf Music
- 1998: Surf! Sand! Sun!
- 2003: Lost Legends Of Surf Guitar – Vol. 03
- 2003: TelstarMania
- 2005: Instrumental Sixties EP Collection – Magic Records Box